# Labicymbium
Labicymbium Millidge, 1991 è un genere di ragni appartenente alla famiglia Linyphiidae.

## Distribuzione
Le venti specie oggi attribuite a questo genere sono state rinvenute in America meridionale: ben undici di esse sono endemiche della Colombia.

## Tassonomia
A dicembre 2011, si compone di 20 specie:
- Labicymbium ambiguum Millidge, 1991 — Colombia
- Labicymbium auctum Millidge, 1991 — Colombia
- Labicymbium avium Millidge, 1991 — Ecuador
- Labicymbium breve Millidge, 1991 — Colombia
- Labicymbium cognatum Millidge, 1991 — Perù
- Labicymbium cordiforme Millidge, 1991 — Colombia
- Labicymbium curitiba Rodrigues, 2008 — Brasile
- Labicymbium dentichele Millidge, 1991 — Perù
- Labicymbium exiguum Millidge, 1991 — Colombia
- Labicymbium fuscum Millidge, 1991 — Colombia
- Labicymbium jucundum Millidge, 1991 — Colombia
- Labicymbium majus Millidge, 1991 — Colombia
- Labicymbium montanum Millidge, 1991 — Venezuela
- Labicymbium nigrum Millidge, 1991 — Colombia
- Labicymbium opacum Millidge, 1991 — Colombia
- Labicymbium otti Rodrigues, 2008 — Brasile
- Labicymbium rancho Ott & Lise, 1997 — Brasile
- Labicymbium rusticulum (Keyserling, 1891) — Brasile
- Labicymbium sturmi Millidge, 1991[3] — Colombia
- Labicymbium sublestum Millidge, 1991 — Colombia, Ecuador

### Sinonimi
- Labicymbium cygnus Ott & Lise, 1997; questi esemplari in seguito ad uno studio dell'aracnologo Miller del 2007, sono stati riconosciuti sinonimi di L. rusticulum (Keyserling, 1891)[1].